# 翻訳借用
翻訳借用（ほんやくしゃくよう）とは、ある言語がほかの言語から語を借用するとき、借用元の語の意味をなぞり翻訳して取り入れることを指す。語の音形をなぞって取り入れる「音訳借用」（Homophonic translation）に対立する概念である。
翻訳借用は通例複合語の借用の際に問題となる現象だが（単純語を単純語に翻訳しても「借用」とは意識されない）、借用元の語の構成要素である形態素（または語）のひとつひとつを翻訳し、これを組み合わせて新しい複合語を作る場合（カルク（fr:calque）、なぞりともいう）がほとんどであり、翻訳借用の例（例えば"airport"→「空港」）としてしばしば挙げられるのもすべてカルクである。しかし、実際には後述の漢字語のようにカルクによらない訳例も見られるため、翻訳借用と「カルク」は完全には一致しない。
明確に借用であると分かる音訳借用とは違い、通常の翻訳による造語なのか考え方・造語法の借用なのか不明瞭な部分も大きく、両者の間に明確なラインを引けない面もある。

## 翻訳借用の例
一般に借用語の形成のあり方は、言語内的な要因だけでは説明できず、むしろ文化的・政治的な要因によって決定される。
以下、いくつかの翻訳借用の事例についてその要因を説明する。

### ヨーロッパ
ヨーロッパの言語には、いずれもラテン語に語源をさかのぼる語が多い。ただし英語やフランス語などではラテン語と語形の近い語が多いのに対し、ドイツ語では翻訳借用が多く見られる（例えば"Television"のことをドイツ語では直訳して"Fernsehen"という）。これはフランス語が俗ラテン語に源を発するロマンス諸語に属しておりラテン語と元々親和性があること、ゲルマン語派に属する英語もフランス系のノルマン朝、プランタジネット朝の支配によってフランス語の影響を強く受け、フランス語系の音訳借用語が多いこと、一方英語と同じゲルマン語派に属するドイツ語は17世紀以後フランス語（及びカトリック）からの文化的自立を意識して音訳借用を極力避けようとしたことによる。

### 仏教文化圏
ビルマ語、タイ語、クメール語、ラーオ語には、上座部仏教の受容に伴ってサンスクリット語、パーリ語などインド・イラン語派の古典言語から音訳借用された語が非常に多い。近代以降のヨーロッパ諸語からの借用は翻訳借用によっているが、それもパーリ語によるカルクがもっぱらである。一方、チベット語でもインドから大乗仏教を導入し、チベット仏教に発展させたものの、翻訳仏典には固有語を用いた翻訳借用が多く、好対照をなしている。
音訳借用よりも固有語による翻訳借用が多い言語としてモンゴル語が挙げられる。前近代にはチベット仏教の受容によってチベット語から音訳借用しているが、音形はモンゴル語の音素構造によって著しく変化しており、借用語としての意識も薄い。近代以降の借用語はほとんどカルクによるが、借用元の言語は当初漢文ないし中国語であったのに対し、人民共和国時代の外モンゴルではもっぱらロシア語が参照されるようになり、中国に残った内モンゴルのモンゴル語とは語彙に異なりが見られるようになった。

### 漢字文化圏
日本語のほか漢字文化圏の言語においては、ヨーロッパ諸語の抽象的概念や新しい事物を翻訳借用した漢字語が多く見られる。その中には、漢籍古典に見える語をそのままあてて新しい訳語としたもの（「自由」「文学」）、漢籍を典拠としつつも、字を組み合わせて新しい語形を作ったもの（「経済」「格致」）、典拠を持たない字の組み合わせを新しく作ったもの（「電脳」「哲学」）など、カルクによらない独自の造語が多い。借用元の語に3つ以上の形態素がある場合漢字2字からなる漢字語へのカルクを行うのが難しいこと、借用当時の知識人が漢籍によって知識を吸収していたため、高尚な知識の表現が漢訳によるのを当然視していたことの複合的な結果である。日本語でも言文一致体の完成によって実用面での漢文の地位が低下し、さらに西洋文化が浸透すると、音訳借用（いわゆる「カタカナ語」）が増加した。
翻訳借用により現代中国語に導入された語としては、次のようなものがある（ここでは便宜的に日本の新字体で表記）：熱線←hot line、熱狗←hot dog、黄頁←yellow pages、二手←secondhand、黒匣子←black box、手冊←handbook、水印←watermark、微軟←Microsoft、藍牙←Bluetooth、西屋←Westinghouse。翻訳借用により日本語に導入された語としては、次のようなものがある：脚注←footnote、帝王切開←Kaiserschnitt（ドイツ語）、平方根←square root、鍵盤←keyboard、啞鈴（亜鈴）←dumbbell。
また日本語には漢文訓読特有の言い回しに漢字語から和語（大和言葉）への翻訳借用が多い。例えば「をもって」（以）、「において」（於）、「…するところの」（所）、「これ」（是、之、惟）などがあり、現代でも使われるものもある。これは訓読自体が漢文の翻訳の一形態に他ならないからである。